# Tatoue-moi
«Tatoue-moi» (фр. Запечатли меня) — песня, исполненная итальянским исполнителем Микеланджело Локонте, изданная в качестве первого сингла из мюзикла Моцарт. Рок-опера и одноимённого альбома.
В мюзикле композицию исполняет герой Моцарта; песня исполняется девятой по счёту в первом акте мюзикла. Продюсерами сингла и соавторами стали Оливьер Шультез и Жан-Пьер Пило. Сингл был издан 15 декабря 2008 года. Во Франции песня завоевала признание слушателей, возглавив национальный хит-парад и продержавшись на первом месте в течение пяти недель. Также она достигла первой строки французского цифрового чарта.

## Список композиций
CD single
1. «Tatoue-moi» — 3:20
2. «Quand le rideau tombe» —3:54
3. «Tatoue-moi» (video)
4. Bonus : Les coulisses du tournage du clip «Tatoue-moi»

Цифровой сингл
1. «Tatoue-moi» — 3:20

## Позиции в чартах
| Чарт (2009)                         | Наивысшая позиция |
| ----------------------------------- | ----------------- |
| Бельгия (Wallonia Singles Chart)    | 18                |
| Европа (Eurochart Hot 100)          | 7                 |
| Франция (French SNEP Singles Chart) | 1                 |
| Франция (French SNEP Digital Chart) | 1                 |
| Швейцария (Swiss Singles Chart)     | 91                |

| Годовой итоговый чарт (2009)     | Позиция |
| -------------------------------- | ------- |
| Бельгия (Wallonia Singles Chart) | 33      |
| Европа (Eurochart Hot 100)       | 25      |
| Франция (French Singles Chart)   | 3       |
| Франция (French Airplay Chart)   | 43      |